# NGC 55
NGC 55는 조각가자리에 있는 불규칙 은하이다. 조각가자리 은하 (NGC 253)과 더불어 유명한 은하이다. 겉보기 등급은 +7.9이다.

## 같이 보기
- NGC 4236
- NGC 4631; 고래 은하